# Heroes of Newerth
Heroes of Newerth (HoN) là một trò chơi điện tử đấu trường chiến đấu trực tuyến nhiều người chơi (MOBA) ban đầu được S2 Games phát triển cho Microsoft Windows, Mac OS X và Linux. Ý tưởng trò chơi được bắt nguồn từ bản đồ tùy chỉnh Defense of the Ancients của Warcraft III: The Frozen Throne và là tựa game MOBA đầu tiên của S2 Games. Trò chơi được phát hành vào ngày 12 tháng 5 năm 2010, và được phát hành lại dưới dạng trò chơi miễn phí vào ngày 29 tháng 7 năm 2011. Vào ngày 5 tháng 5 năm 2015, nhiệm vụ phát triển Heroes of Newerth được chuyển cho Frostburn Studios, với nhóm phát triển chuyển sang công ty mới.

## Cách chơi

### Tổng quan
Heroes of Newerth phân chia hai đội người chơi với nhau: Legion và Hellbourne. Cả hai đội đều đóng ở các góc đối diện của bản đồ trong căn cứ tương ứng của họ. Căn cứ bao gồm các tòa nhà, doanh trại, tháp, bể sinh sản anh hùng và một cấu trúc trung tâm. Mục tiêu của trò chơi là phá hủy cấu trúc trung tâm, Cây thế giới (Legion) hoặc Đền thờ cúng tế (Hellbourne), của căn cứ đối diện hoặc buộc đội kia phải nhận thua. Người chơi đạt được điều này bằng cách chọn những anh hùng có kỹ năng độc đáo để chiến đấu với đội kia.

### Chế độ trò chơi và sắp cặp
Chế độ Co-Op: Người chơi tham gia một đội để chiến đấu chống lại Bots.
Public Games: Người chơi tạo trò chơi bằng cách chọn bản đồ, quy mô đội và nhiều tùy chọn khác.
Chế độ Xếp hạng: Một đến năm người tham gia hàng đợi sắp cặp, cho trận chiến 5 đấu 5 trong bản đồ Forest of Caldavar.
Mid Wars: Một đến năm người tham gia hàng đợi sắp cặp, cho một trận chiến 5 đấu 5 trong bản đồ Mid Wars.

## Phát triển
Bắt đầu phát triển vào năm 2005. Vào tháng 10 năm 2009, cộng sự nhà thiết kế trò chơi Alan "Idejder" Cacciamani tuyên bố rằng Heroes of Newerth đã được phát triển trong "34 tháng, nhưng 13 tháng đầu tiên được dành cho phát triển engine. Toàn bộ tài sản, bao gồm bản đồ, vật phẩm, anh hùng và nghệ thuật được thực hiện trong 21 tháng ".
Các tính năng mới, thay đổi cân bằng và anh hùng mới thường xuyên được giới thiệu với các bản vá. Hầu hết cơ chế trò chơi và nhiều anh hùng trong Heroes of Newerth chủ yếu dựa trên Defense of the Ancients. Những bổ sung tạo nên sự khác biệt giữa Heroes of Newerth với Defense of the Ancients là các tính năng độc lập với lối chơi; chẳng hạn như theo dõi số liệu thống kê cá nhân, giao tiếp bằng giọng nói trong trò chơi, lựa chọn anh hùng được sắp xếp hợp lý theo GUI, kết nối lại trò chơi, tạo trận đấu, danh sách người chơi, hình phạt khi rời khỏi và các tính năng trò chuyện. Một số tính năng được bổ sung thông qua các bản cập nhật bao gồm Hero Compendium (danh sách các anh hùng trong trò chơi với số liệu thống kê chi tiết về họ), khả năng thiết lập đặc điểm "theo dõi" một người bạn giúp người chơi tham gia/rời khỏi trò chơi mà một người bạn tham gia. (tương tự như tính năng "bang hội" trong các trò chơi khác), hệ thống bậc thang trong trò chơi và trình chỉnh sửa bản đồ. Trò chơi sử dụng Công cụ K2 độc quyền của S2 Games và mô hình máy khách-máy chủ tương tự như mô hình được sử dụng trong các trò chơi nhiều người chơi khác.
Heroes of Newerth đã được thử nghiệm beta từ ngày 24 tháng 4 năm 2009 cho đến ngày 12 tháng 5 năm 2010. Trong suốt thời gian này, hơn 3.000.000 tài khoản đã được đăng ký. S2 Games đã sử dụng trang người hâm mộ Facebook và truyền miệng để thu hút người chơi vào trò chơi. Nhiều người đã mua một trong những trò chơi trước đây của S2 Games cũng đã nhận được lời mời tham gia trò chơi thông qua email đã đăng ký của họ.
Vào ngày 22 tháng 8 năm 2009, việc bán trước Heroes of Newerth bắt đầu cho các thành viên của phiên bản beta kín. Người chơi đã mua trò chơi tại thời điểm này sẽ nhận được các lợi ích bổ sung, bao gồm bảo lưu tên, bảng tên màu vàng, phù hiệu khiên vàng và khả năng chế nhạo trong trò chơi. Thử nghiệm beta mở cho Heroes of Newerth bắt đầu vào ngày 31 tháng 3 năm 2010 và kéo dài cho đến ngày 12 tháng 5 năm 2010, khi trò chơi được phát hành.
S2 Games phát hành Heroes of Newerth 2.0 vào ngày 13 tháng 12 năm 2010. Các tính năng có trong bản cập nhật là chế độ bình thường, giao diện người dùng mới, mai mối theo nhóm, cửa hàng trong trò chơi và trình chỉnh sửa bản đồ ngoại tuyến. Các giao dịch vi mô cũng được giới thiệu thông qua cửa hàng trong trò chơi với việc sử dụng tiền xu. Tiền này có thể được sử dụng để mua các thay đổi thẩm mỹ trong trò chơi, chẳng hạn như skin anh hùng thay thế, hình đại diện và giọng nói của phát thanh viên tùy chỉnh. Tiền trong trò chơi có thể được mua bằng tiền ngoài đời thực hoặc kiếm được thông qua các ván đấu sắp cặp.